# Lenzites
Lenzites is een geslacht van schimmels behorend tot de familie Polyporaceae. De wetenschappelijke naam werd in 1835 door Elias Magnus Fries gepubliceerd. De geslachtsnaam is een eerbetoon aan de Duitse natuuronderzoeker Harald Othmar Lenz (1798–1870). De typesoort is Lenzites betulinus.

## Soorten
Het geslacht telt in totaal 29 soorten (peildatum maart 2023):
| Soortnaam                           | Auteur(s)                 | Publicatiejaar |
| ----------------------------------- | ------------------------- | -------------- |
| Lenzites alborepandus               | Lloyd                     | 1923           |
| Lenzites albus                      | Beeli                     | 1929           |
| Lenzites aureus                     | Velen.                    | 1930           |
| Lenzites betulinus (Fopelfenbankje) | (L.) Fr.                  | 1838           |
| Lenzites britzelmayrii              | Killerm.                  | 1925           |
| Lenzites cinnabarinus               | Imbach                    | 1946           |
| Lenzites colliculosus               | (Berk.) D.A. Reid         | 1986           |
| Lenzites earlei                     | Murrill                   | 1908           |
| Lenzites ferrugineus                | (Lovejoy) Sacc. & Trotter | 1912           |
| Lenzites flabelliformis             | L.M. Dufour               | 1913           |
| Lenzites glabrescens                | (Berk.) G. Cunn.          | 1950           |
| Lenzites glabrus                    | Lloyd                     | 1919           |
| Lenzites imbricatus                 | (Bull.) B.K. Bakshi       | 1971           |
| Lenzites kusanoi                    | (Murrill) Teng            | 1964           |
| Lenzites leveillei                  | Pat.                      | 1900           |
| Lenzites luridus                    | (Lév.) Teng               | 1964           |
| Lenzites lutescens                  | Syd. & P. Syd.            | 1900           |
| Lenzites muelleri                   | (Berk. ex Cooke) Lloyd    | 1919           |
| Lenzites nummularius                | Lohwag                    | 1937           |
| Lenzites pergameneus                | Pat.                      | 1914           |
| Lenzites rhabarbarinus              | Berk. & M.A. Curtis       | 1853           |
| Lenzites scalaris                   | (Berk. & Broome) G. Cunn. | 1950           |
| Lenzites shichianus                 | (Teng & L. Ling) Teng     | 1964           |
| Lenzites spegazzinii                | Bres.                     | 1926           |
| Lenzites styracinus                 | (Henn. & Shirai) Lloyd    | 1919           |
| Lenzites thermophilus               | Falck                     | 1909           |
| Lenzites trabeiformis               | (Murrill) Murrill         | 1912           |
| Lenzites undulatus                  | (Hoffm.) Sacc. & Traverso | 1912           |
| Lenzites yoshinagae                 | Lloyd                     | 1922           |